# Sociedad Botánica y Arboreto del Este de Texas

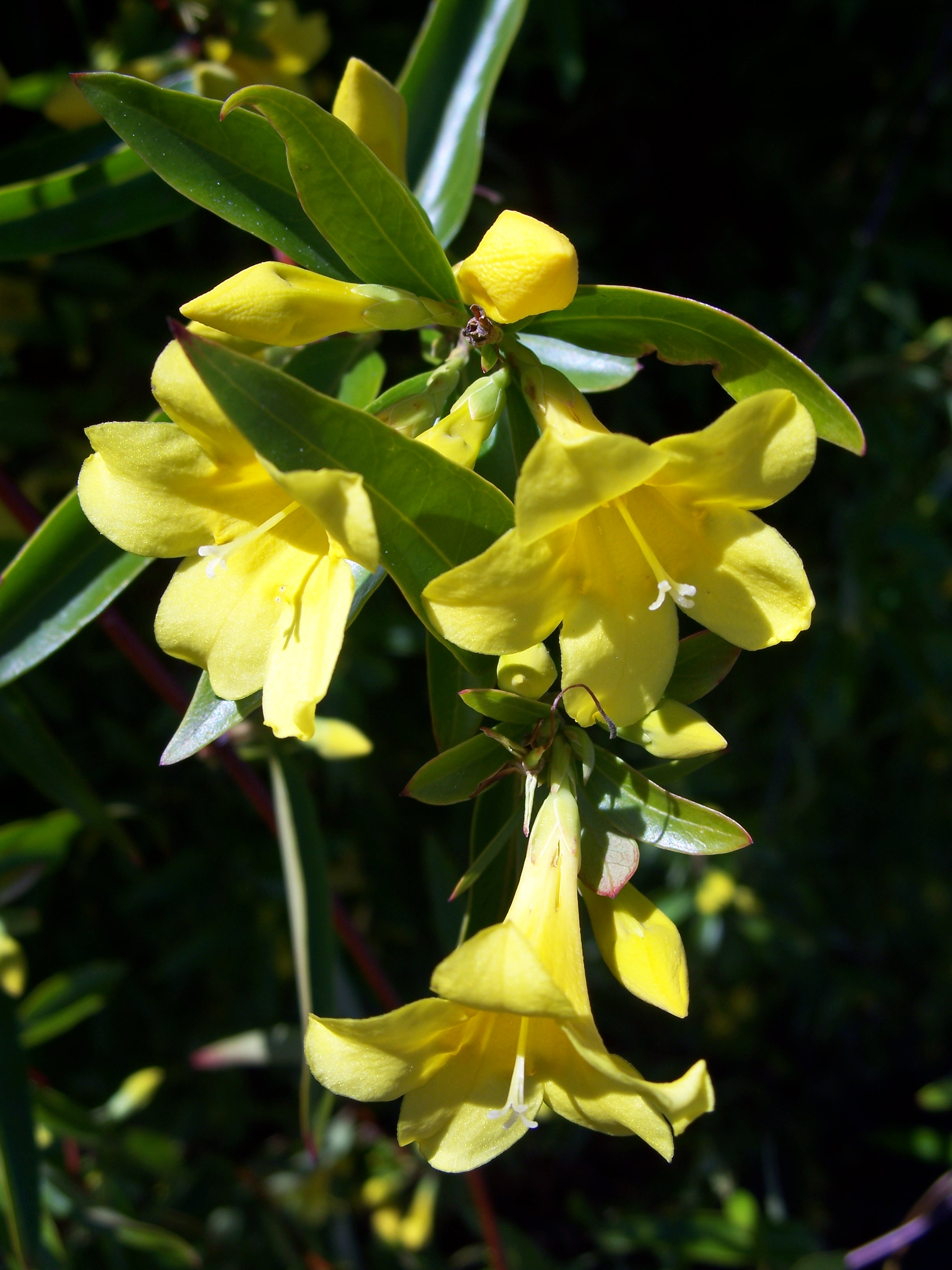
El jazmín amarillo (Gelsemium sempervirens) nativo de la zona este de Texas.

La Sociedad Botánica y Arboreto del Este de Texas (en inglés: East Texas Arboretum and Botanical Society) es un arboreto y jardín botánico 100 acres ( 40.5 hectáreas) de extensión. Administrado por la sociedad sin ánimo de lucro ETABS (East Texas Arboretum and Botanical Society) organización clasificada 5013c, que se encuentra en Athens, Texas, Estados Unidos. 

## Localización
East Texas Arboretum and Botanical Society PO Box 2231, 1601 Patterson Road, Athens, Henderson County, Texas Texas 75751, United States of America-Estados Unidos de América.32°12′10″N 95°50′57″O / 32.20278, -95.84917
Se encuentra abierto a diario, con pago de cantidad mínima de donativo para su mantenimiento. 

## Historia
El arboreto fue creado en 1993 en los terrenos de una anterior granja abandonada, con las colinas secas, el bosque de madera dura, los pantanos estacionales, y los humedales permanentes a lo largo del arroyo "Walnut Creek". 
El trabajo de los voluntarios es muy importante para su mantenimiento y está en curso. 

## Colecciones
El jardín botánico alberga plantas nativas y exóticas.
El sitio ofrece actualmente su arboreto y una variedad de jardines, incluyendo: 
- Jardín de las mariposas,
- Jardín de la cabaña,
- Jardín de exhibición,
- Lardín de hierbas,
- Jardín de plantas de uso en la cocina,
- Colección de plantas nativas de la zona,
- Jardín de plantas perennes,
- Jardín de pruebas e investigación,
- Las rosaledas.
- Las charcas de los koi.

También contiene una granja histórica donde se pueden organizar eventos familiares, 
Además en sus áreas arboladas, se incluyen senderos a través de ellas.